# كارولين غولد هيلبرون
كارولين غولد هيلبرون (13 يناير، 1926- 9 أكتوبر، 2003) أكاديمية أمريكية في جامعة كولومبيا، أول امرأة تتولى منصبًا في قسم اللغة الإنجليزية، وكاتبة نسوية كثيرة النتاج للدراسات الأكاديمية. إضافة لذلك، نشرت في بداية ستينيات القرن العشرين عدة روايات غموض مشهورة ببطولة نسائية، تحت الاسم المستعار أماندا كروس. تُرجمت هذه الروايات إلى عدة لغات وباعت بالمجمل نحو مليون نسخة حول العالم.

## بداية حياتها وتعليمها
ولدت هيلبرون في إيست أورانج، نيوجيرسي، لوالدها أرخيبالد غولد ووالدتها إستيل (رويمر) غولد. انتقلت العائلة إلى الجانب الغربي الشمالي لمانهاتن عندما كانت طفلة.
تخرجت هيلبرون من كلية ويليسلي في عام 1947، اختصاص اللغة الإنجليزية. بعد ذلك، درست الأدب الإنجليزي في جامعة كولومبيا، وحصلت على درجة الماجستير في عام 1951، وإجازة الدكتوراه في عام 1959. كان من بين أهم مرشديها الأساتذة في جامعة كولومبيا جاك بارزون وليونيل تريلينغ، بينما كان كليفتون فاديمان إلهامًا مهمًا لها: كتبت عن هؤلاء الثلاثة في آخر عمل غير خيالي لها كان عنوانه «عندما كان الرجال الأمثلة الوحيدة التي نحتذي بها: معلمي بارزون، وفاديمان، وتريلينغ (2002).

## سيرتها المهنية
درّست هيلبرون الإنجليزية في جامعة كولومبيا لأكثر من ثلاثة عقود، منذ عام 1960 حتى عام 1992. كانت أول امرأة تتولى منصبًا أكاديميًا في قسم اللغة الإنجليزي وتتقلد منصبًا دائمًا. كان اختصاصها الأكاديمي هو الأدب البريطاني الحديث، وكان مهتمة بشكل خاص بمجموعة بلومزبري. تضمنت كتبها الأكاديمية الدراسة النسوية التي حملت عنوان كتابة حياة امرأة (1988). في عام 1983، شاركت في تأسيس وتحرير سلسلة الثقافة والنوع الاجتماعي في دار نشر جامعة كولومبيا مع الباحثة الأدبية نانسي كي.ميلر. عملت أستاذة في مؤسسة أفالون في قسم الدراسات الإنسانية بجامعة كولومبيا، منذ عام 1985 حتى تقاعدها في عام 1992.

### روايات كيت فانسلر الغامضة
ألفت هيلبرون 15 رواية غامضة من روايات كيت فانسلر، ونشرت تحت الاسم المستعار أماندا كروس. كانت شخصيتها الرئيسية كيت فانسلر، مثل هيلبرون، أستاذة لغة إنجليزية. في عام 1965، وصلت لرواية الأولى اإلى قائمة الترشيحات القصيرة لجائزة إدغار عن فئة أفضل أول رواية.
أبقت هيلبرون مهنتها الثانية كمؤلفة روايات غامضة سرية من أجل حماية مسيرتها المهنية الأكاديمية، إلى أن اكتشف أحد المعجبين الهوية الحقيقية «لأماندا كروس» من خلال سجلات حقوق النشر. استعرضت هيلبرون من خلال رواياتها، وقعت أحداثها جميعًا في الأكاديمية، قضايا في النسوية، والسياسات الأكاديمية، وصداقات النساء، ومواضيع أخرى سياسية واجتماعية. الموت في منصب دائم (1981، وقعت أحداثها في جامعة هارفارد) كانت قاسية في نقدها لتعامل المؤسسات الأكاديمية مع النساء. تعيد هيلبرون، بحسب كيمبرلي ماسلين، «صياغة مفاهيم دور المحقق وطبيعة الجريمة وتحليلها». تُرجمت كتبها إلى «اليابانية، والألمانية، والفرنسية، والسويدية، والفنلندية، والإسبانية، والإيطالية، وحققت مبيعات تقارب مليون نسخة في أنحاء العالم».

## حياتها الشخصية
تزوجت جيمس هيلبرون، الذي تعرفت عليه في الجامعة. كان خبريًا اقتصاديًا وأنجبا ثلاثة أطفال.

## حياتها اللاحقة ووفاتها
كانت هيلبرون تستمتع بالعزلة عندما تعمل، على الرغم من أنها كانت زوجة وأمًا لثلاثة أطفال، وكانت تمضي أغلب وقتها وحيدة في خلوات مختلفة على امتداد السنوات، بما فيهم في شقتها الفاخرة في مانهاتن ومنزل ريفي في ريف نيويورك. كانت تمتلك أيضًا منزلًا صيفيًا في ألفورد، ماساتشوستس. في سن الثامنة والستين، اشترت بيتًا جديدًا لتستخدمه لوحدها، لأنها كانت تريد مساحة خاصة لها. كان لديها أفكار قوية فيما يتعلق بجميع النواحي المتعلقة بحياة النساء تقريبًا وكانت تعتقد أيضًا أن من حقوق الإنسان الأساسية أن ينهي حياته بنفسه. تماشيًا مع آرائها حول الشيخوخة في رواية هدية الزمن الأخيرة: الحياة بعد سن الستين، توقفت في بداية سن الستين عن ارتداء الأحذية ذات الكعب العالي، والبناطيل الضيقة، والملابس التي تأخذ شكل الجسم. اعتمدت ارتداء البلوزات والسراويل لباسًا يوميًا لها. يستذكر ابن هيلبرون قائلًا: «كانت والدتي مضيفة سخية عندما كانت في شبابها، لكنها فقدت الاهتمام بحفلات العشاء مع تقدمها في السن. كانت تفضل أن تطلب البقالة من المتجر المحلي وترسلهم إلى شقتها لأنها كانت مشغولةً جدًا كي تضيع وقتها في عصر البرتقال في فيرواي.
في كتابها الهدية الأخيرة للزمن: الحياة بعد سن الستين، عبرت هيلبرون عن رغبتها في إنهاء حياتها في عيد ميلادها السبعين لأنه «لا يوجد متعة في الحياة بعد هذه المرحلة، فقط تجربة نهاية اللعبة البائسة». بلغت سن السبعين في يناير عام 1996 ولم تنفذ فكرتها في ذلك الوقت. عاشت سبع سنوات أخرى.
ذهبت في أحد صباحات خريف عام 2003 في نزهة حول مدينة نيويورك مع صديقتها ماري آن كاوز وقالت لها: «أشعر بالحزن». عندما سألتها كاوز لماذا، ردت هيلبرون قائلةً: «الكون». عادت بعد ذلك إلى شقتها. عُثر عليها متوفية في اليوم التالي، بعد أن أخذت حبوب منومة ووضعت كيس بلاستيك حول رأسها. تركت ملاحظة انتحارها التي تقول: «انتهت الرحلة. مع حبي للجميع». كانت في السابعة والسبعين من عمرها. وفقًا لابنها، كانت بصحة جيدة بدون أمراض عقلية أو جسدية مُكتشفة، وكانت تشعر أن حياتها «اكتملت».